# Przezchlebie

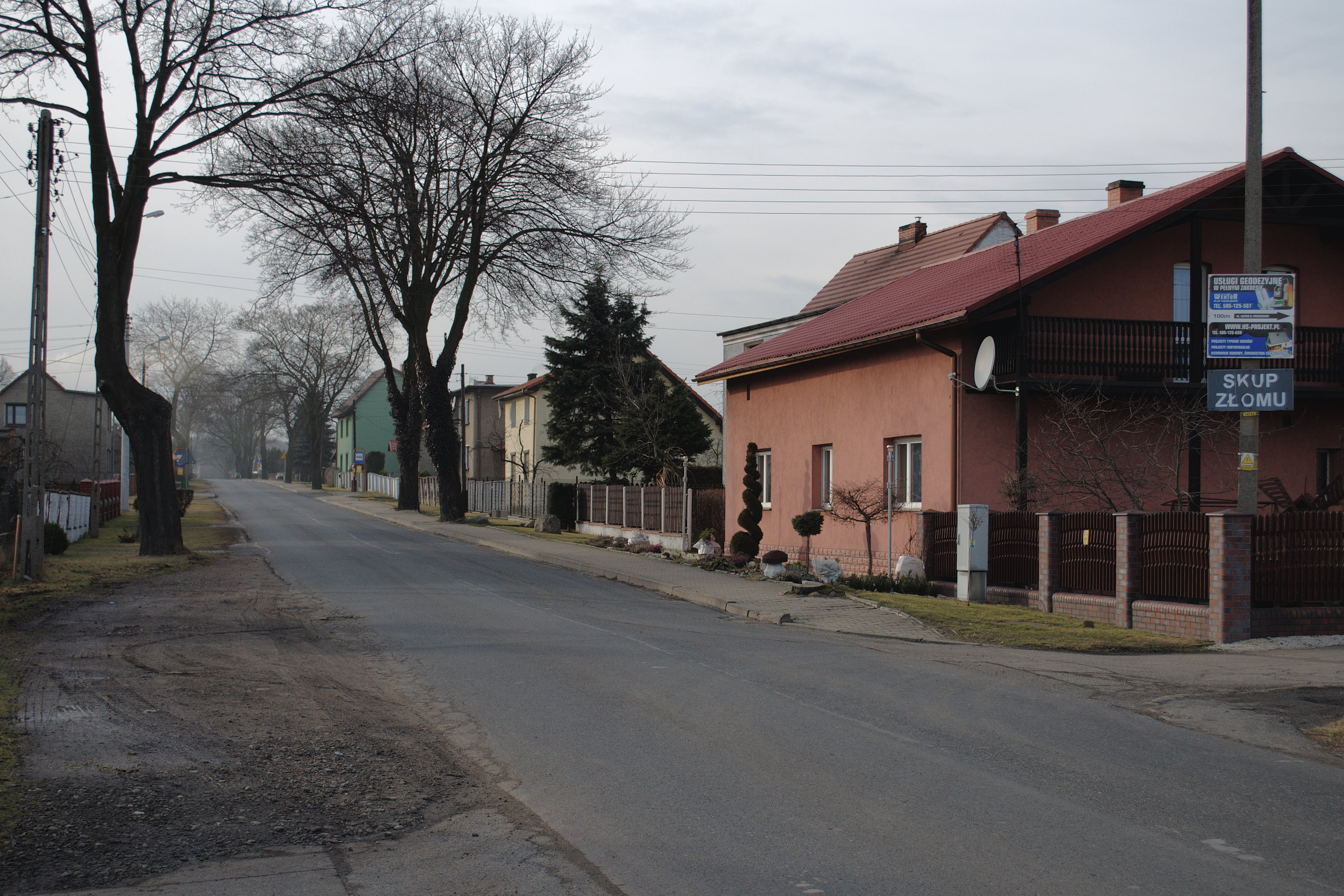
Ortsansicht

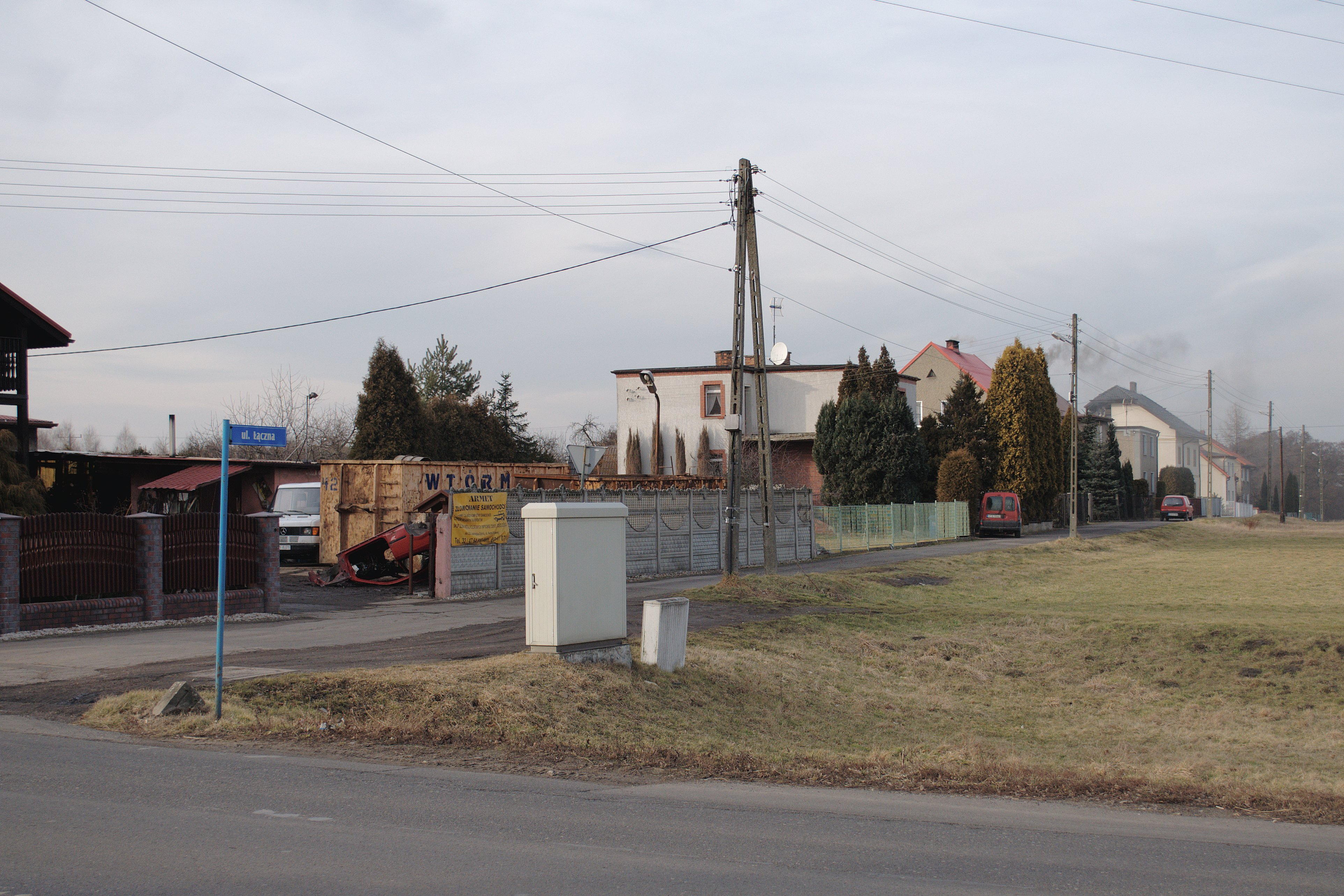
Ortsansicht

Przezchlebie (deutsch Preschlebie, 1933–1945 Sandwiesen) ist eine Ortschaft in Oberschlesien. Sie liegt in der Gemeinde Zbrosławice (Broslawitz) im Powiat Tarnogórski (Kreis Tarnowitz) in der Woiwodschaft Schlesien.

## Geografie
Przezchlebie liegt acht Kilometer südwestlich vom Gemeindesitz Zbrosławice, 16 Kilometer südwestlich von der Kreisstadt Tarnowskie Góry (Tarnowitz) und 26 Kilometer nordwestlich von der Woiwodschaftshauptstadt Katowice (Kattowitz).
Der Ort befindet sich in direkter Nachbarschaft zur südlich gelegenen kreisfreien Stadt Gliwice (Gleiwitz) und ihrem Stadtteil Czechowice (Schechowitz).

## Geschichte
Der Ort wurde 1783 im Buch Beyträge zur Beschreibung von Schlesien als Przechleb erwähnt, gehörte einem Herrn General von Werner und lag im Landkreis Tost und hatte 94 Einwohner, ein Vorwerk, sechs Bauern und 16 Gärtner. 1818 wurde der Ort als Przechleb erwähnt. 1865 hatte Przezchlebie ein Vorwerk, einen Förster, 17 Gärtner, 18 Halbgärtner, einen Häusler, vier herrschaftliche Kammerhäuser, einen Kretscham (Gaststätte) und eine Wassermühle mit dem Namen Jelina-Wassermühle. Die Einwohner der Gemeinde waren nach Ziemientzitz eingeschult.
In der ersten Hälfte des 20. Jahrhunderts wurde südlich vom Ort in großen Mengen Sand abgebaut.
Bei der Volksabstimmung in Oberschlesien am 20. März 1921 stimmten 85 Wahlberechtigte für einen Verbleib bei Deutschland und 353 für eine Zugehörigkeit zu Polen. Preschlebie verblieb beim Deutschen Reich. Um 1933 wurde der Ort im Zuge einer Welle von Ortsumbenennungen der NS-Zeit in Sandwiesen umbenannt. Bis 1945 befand sich der Ort im Landkreis Tost-Gleiwitz.
1945 kam der bis dahin deutsche Ort unter polnische Verwaltung und wurde anschließend der Woiwodschaft Schlesien angeschlossen und ins polnische Przezchlebie umbenannt. 1950 kam der Ort zur Woiwodschaft Kattowitz. 1955 wurde das letzte Mal Sand abgebaut, die Gruben wurden anschließend geflutet, die entstandenen Baggerseen wurden bis 1965 für die Naherholung genutzt. Danach wurden sie mit dem Erdaushub des Bergbaus des oberschlesischen Industriegebiets aufgefüllt. 1999 kam der Ort zum wiedergegründeten Powiat Tarnogórski und zur neuen Woiwodschaft Schlesien.

## Sehenswürdigkeiten
- Neogotische Kapelle mit kleinem Glockentürmchen und einer Fassade aus roten Ziegelsteinen
- Wegkreuze

## Wappen
Das Wappen bzw. Siegel zeigt einen Arbeiter mit Hut, der mit einer Axt ein kleines Bäumchen schlägt. Das Wappen weist auf den ländlichen Charakter des Ortes hin. In der neuesten Version zeigt es den Arbeiter und den Baum in silber auf blauem Grund.